# Najee Glass
Pour les articles homonymes, voir Glass.
Najee Glass (né le 12 juin 1994) est un athlète américain, spécialiste du 400 mètres.

## Biographie
Il remporte la médaille d'or du relais suédois lors des Jeux olympiques de la jeunesse de 2010 et des Championnats du monde cadets de 2011.
Il descend pour la première fois de sa carrière sous les 45 secondes sur 400 mètres en avril 2015 en établissant le temps de 44 s 79 à Gainesville.

### Palmarès
| Date | Compétition                    | Lieu              | Résultat | Épreuve        | Performance   |
| ---- | ------------------------------ | ----------------- | -------- | -------------- | ------------- |
| 2010 | Jeux olympiques de la jeunesse | Singapour         | 1er      | Relais suédois | 1 min 51 s 38 |
| 2011 | Championnats du monde cadets   | Villeneuve-d'Ascq | 1er      | Relais suédois | 1 min 49 s 47 |

### Records
| Épreuve | Performance | Lieu        | Date          |
| ------- | ----------- | ----------- | ------------- |
| 400 m   | 44 s 79     | Gainesville | 24 avril 2015 |